# Raleigh (Mississippi)
Raleigh település az Amerikai Egyesült Államok Mississippi államában, Smith megyében, melynek megyeszékhelye is. Lakosainak száma 1094 fő (2020. április 1.).

## Népesség
A település népességének változása:

| 2010 | 1 462 |
| 2020 | 1 094 |